# Korsnedtagningen
För enskilda tavlor, se alfabetisk lista nedan.
Korsnedtagningen är den episod i Nya testamentet när den livlöse Jesus tas ned från korset av Nikodemos och rådsherren Josef från Arimataia. Evangelierna uppger att även Maria, Kleofas hustru, aposteln Johannes, Maria Salome, Jungfru Maria och Maria från Magdala var närvarande. Den utgör den trettonde stationen i korsvägsandakten och är ett vanligt förekommande motiv i konsthistorien. 
| ”                           | Josef från Arimatea, en ansedd rådsherre och en av dem som väntade på Guds rike, tog därför nu mod till sig och gick in till Pilatus och utbad sig att få Jesu kropp. Då förundrade sig Pilatus över att Jesus redan skulle vara död, och han kallade till sig hövitsmannen och frågade honom om det var länge sedan han hade dött. Och när han av hövitsmannen hade fått veta huru det var, skänkte han åt Josef hans döda kropp. Denne köpte då en linneduk och tog honom ned och svepte honom i linneduken och lade honom i en grav som var uthuggen i en klippa; sedan vältrade han en sten för ingången till graven. | „ |
| – Markusevangeliet 15:43–46 | |   |

| ”                             | Men Josef från Arimatea, som var en Jesu lärjunge – fastän i hemlighet, av fruktan för judarna – kom därefter och bad Pilatus att få taga Jesu kropp; och Pilatus tillstadde honom det. Då gick han åstad och tog hans kropp. Och jämväl Nikodemus kom dit, han som första gången hade besökt honom om natten; denne förde med sig en blandning av myrra och aloe, vid pass hundra skålpund. Och de togo Jesu kropp och omlindade den med linnebindlar och lade dit de välluktande kryddorna, såsom judarna hava för sed vid tillredelse till begravning. | „ |
| – Johannesevangeliet 19:38–40 | |   |

## Korsnedtagningen i konsten

### Alfabetisk lista efter konstnärens namn
- Korsnedtagningen (Fra Angelico) – målning av Fra Angelico från 1432–1434.
- Korsnedtagningen (Bronzino) – målning av Bronzino från 1540–1545.
- Den gröne Kristus – målning av Paul Gauguin från 1889.
- Korsnedtagningen i Annunziatapolyptyken – målning i en polyptyk av Filippino Lippi och Perugino från 1504–1507.
- Korsnedtagningen (Pontormo) – målning av Jacopo da Pontormo från cirka 1528.
- Korsnedtagningen (Rembrandt) – målning av Rembrandt från 1634.
- Korsnedtagningen (Rosso Fiorentino) – målning av Rosso Fiorentino från 1521.
- Korsnedtagningen (Rubens) – målning av Peter Paul Rubens från 1612–1614.
- Korsnedtagningen (van der Weyden) – målning av Rogier van der Weyden utförd före 1443.

### Kronologiskt bildgalleri

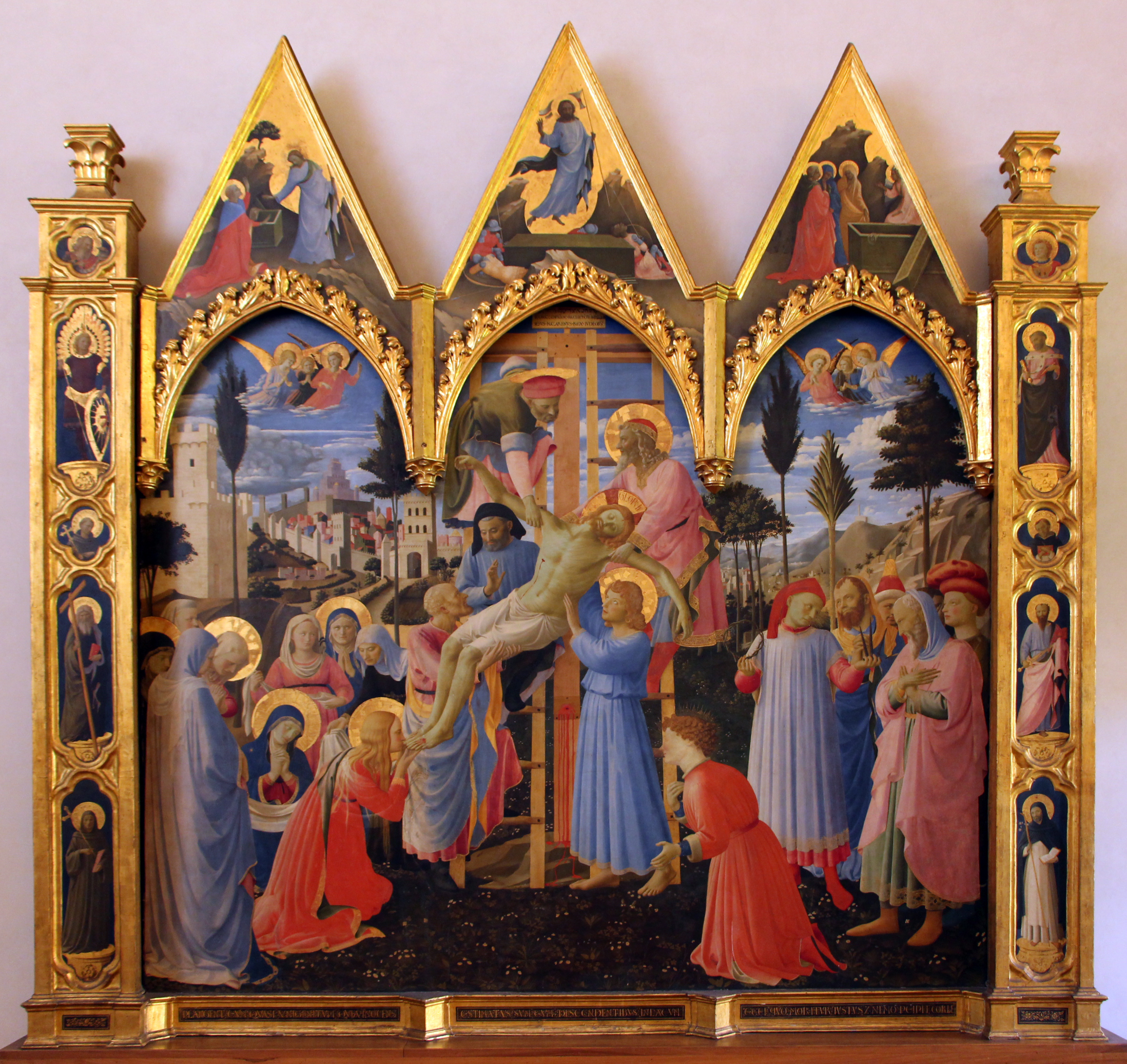
Korsnedtagningen av Fra Angelico (1432–1434), Museo Nazionale di San Marco i Florens.
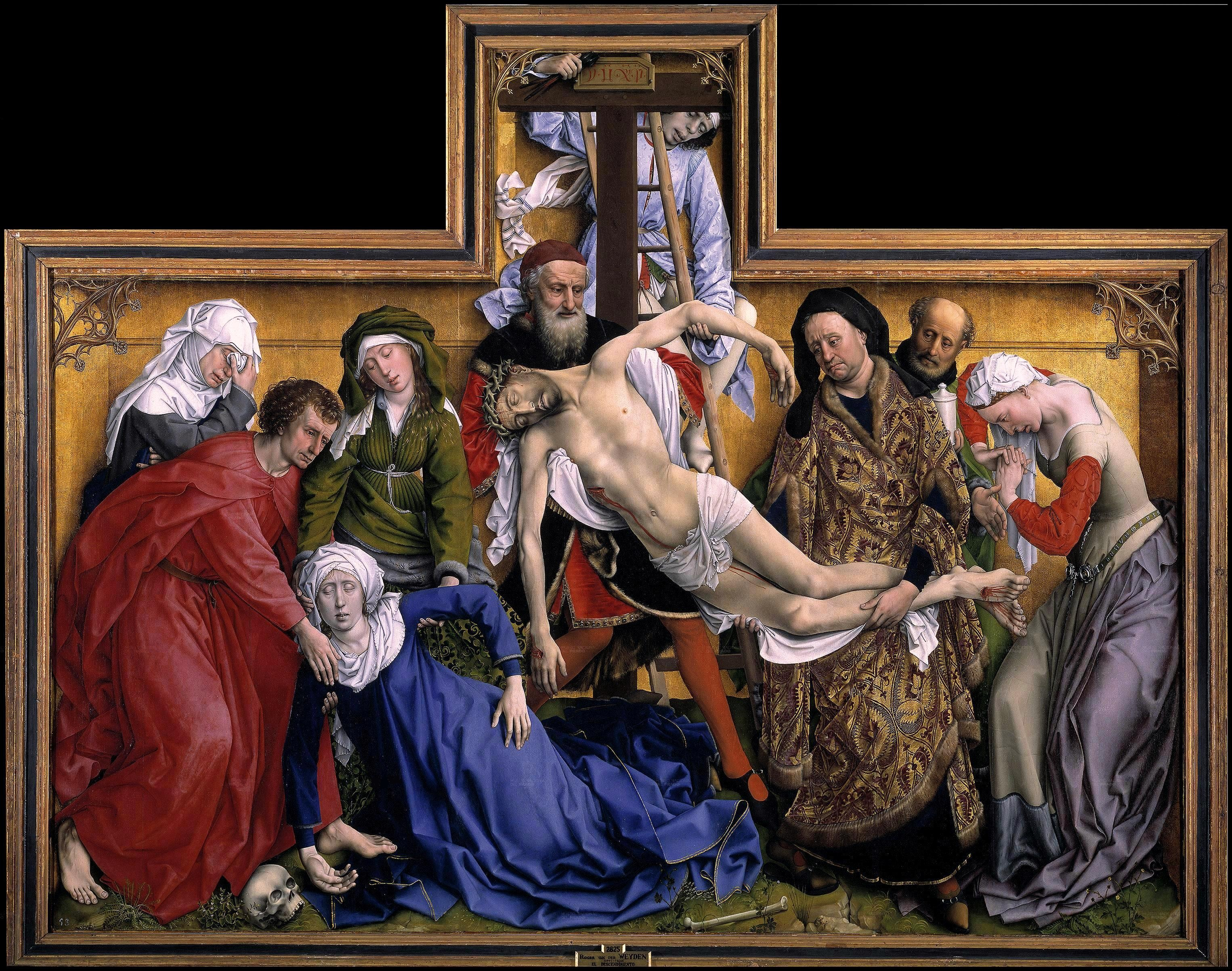
Korsnedtagningen av Rogier van der Weyden (före 1443), Pradomuseet.
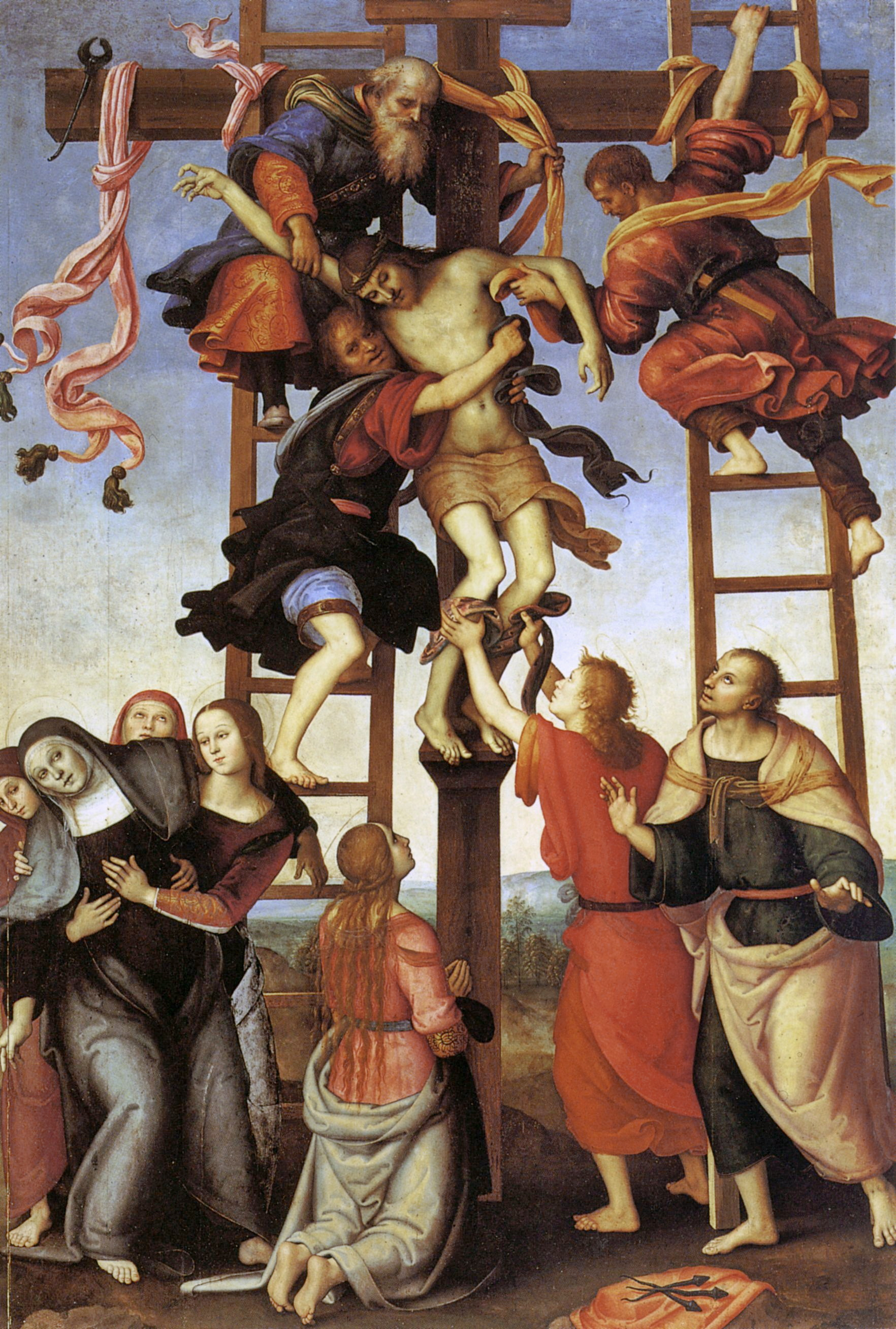
Korsnedtagningen i Annunziatapolyptyken av Filippino Lippi och Perugino (1504–1507), Galleria dell'Accademia.
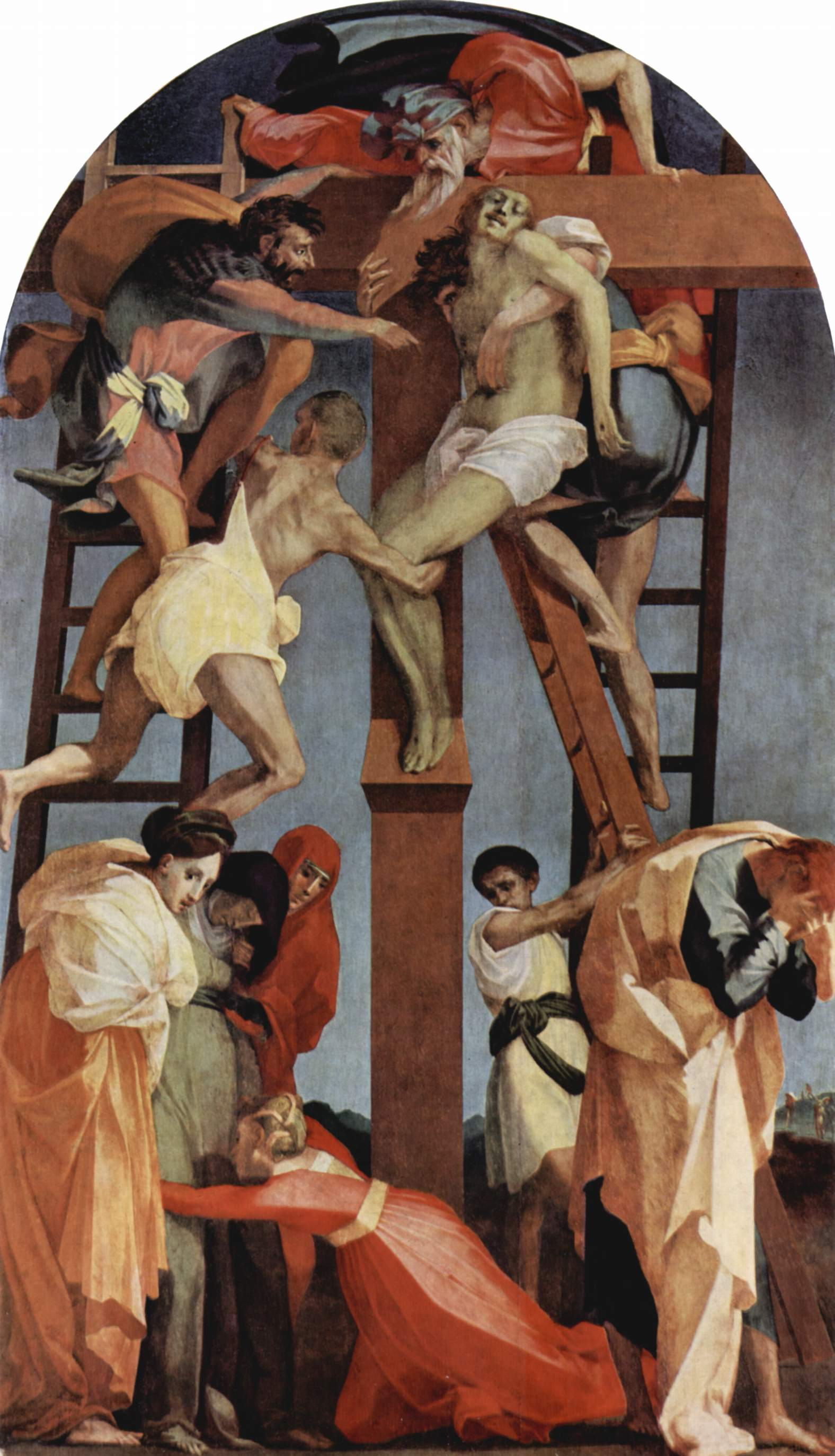
Korsnedtagningen av Rosso Fiorentino (1521), Pinacoteca e museo civico i Volterra.
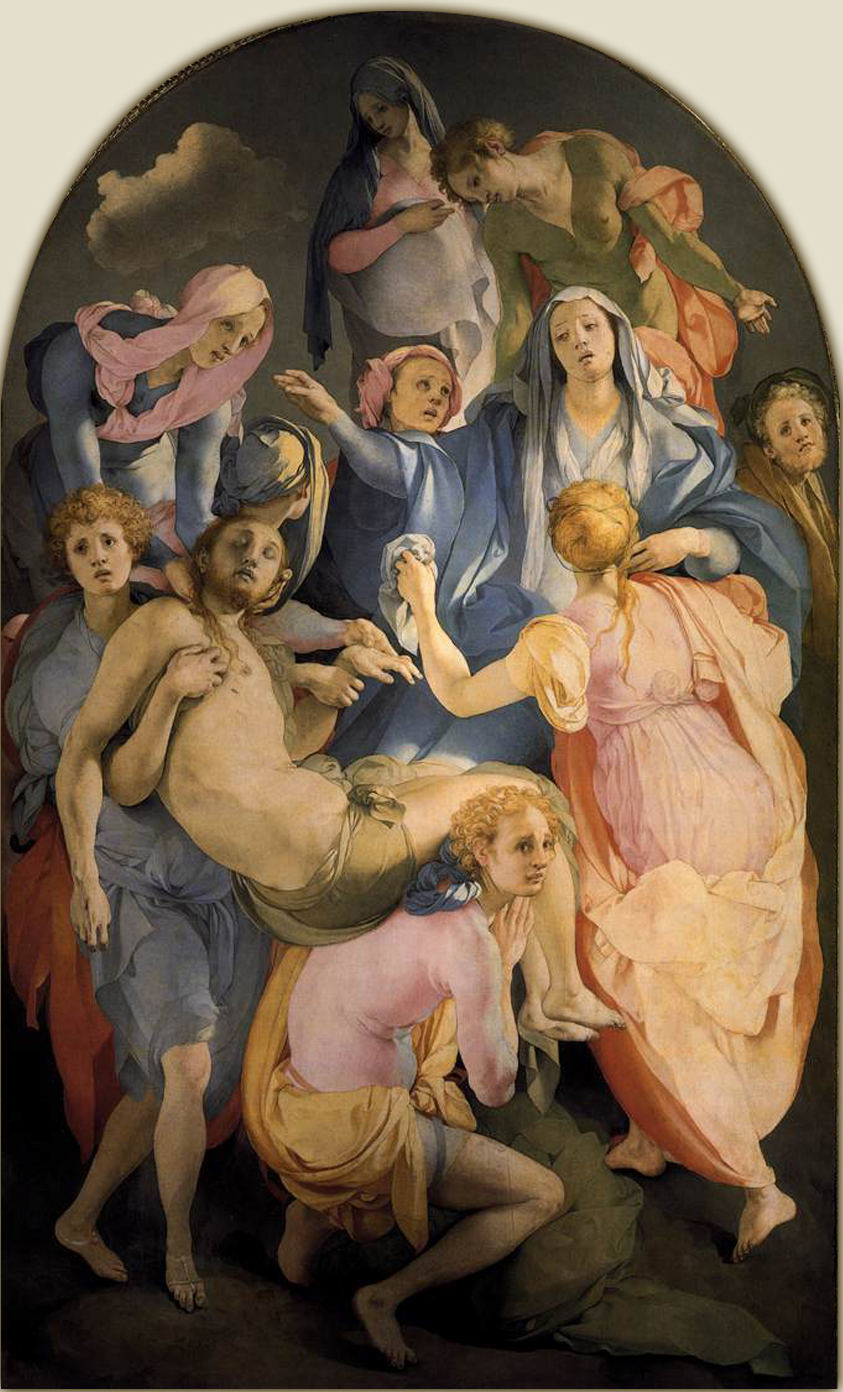
Korsnedtagningen av Jacopo da Pontormo (cirka 1528), Chiesa di Santa Felicita i Florens.
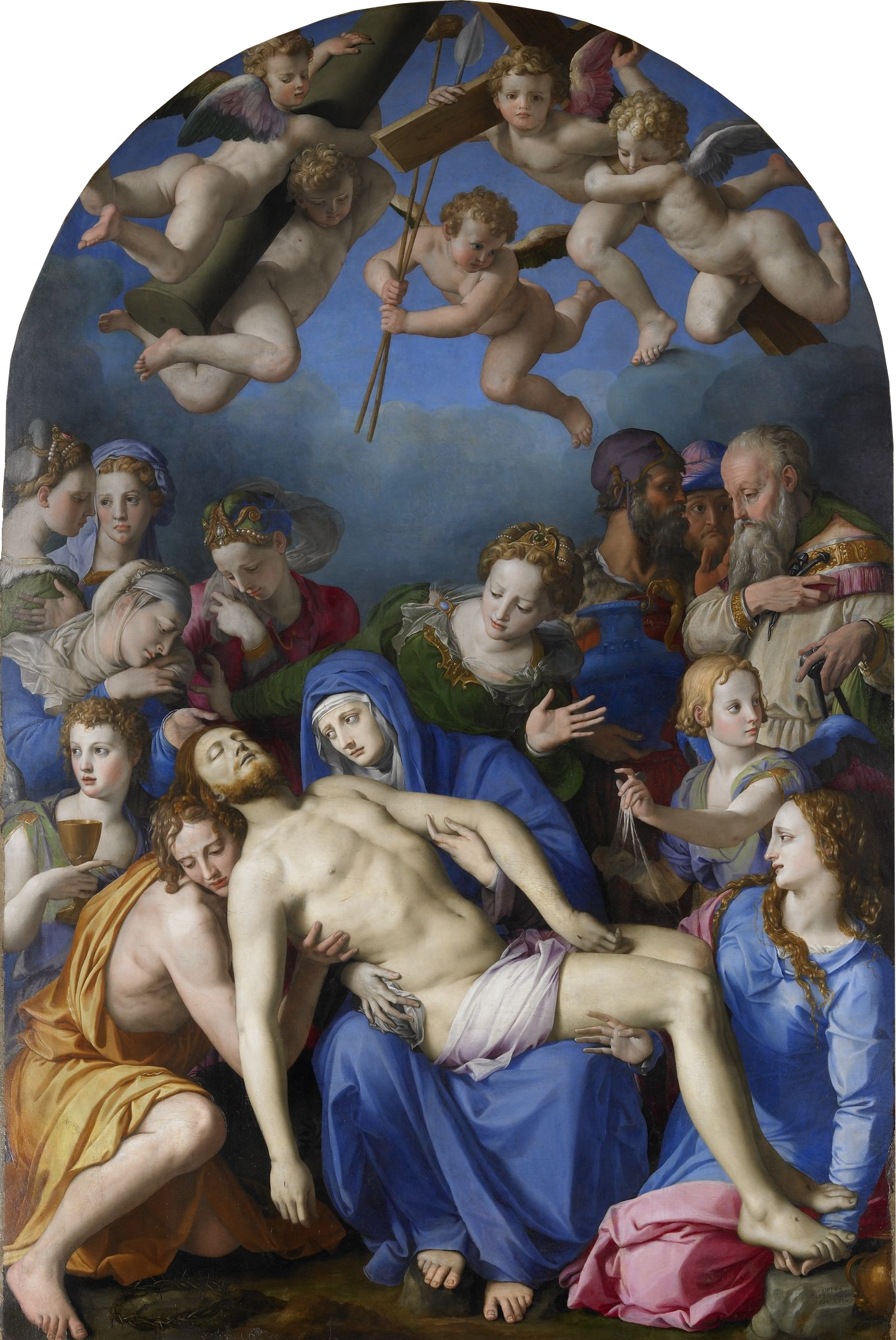
Korsnedtagningen av Bronzino (1540–1545), Musée des Beaux-Arts et d'Archéologie de Besançon.
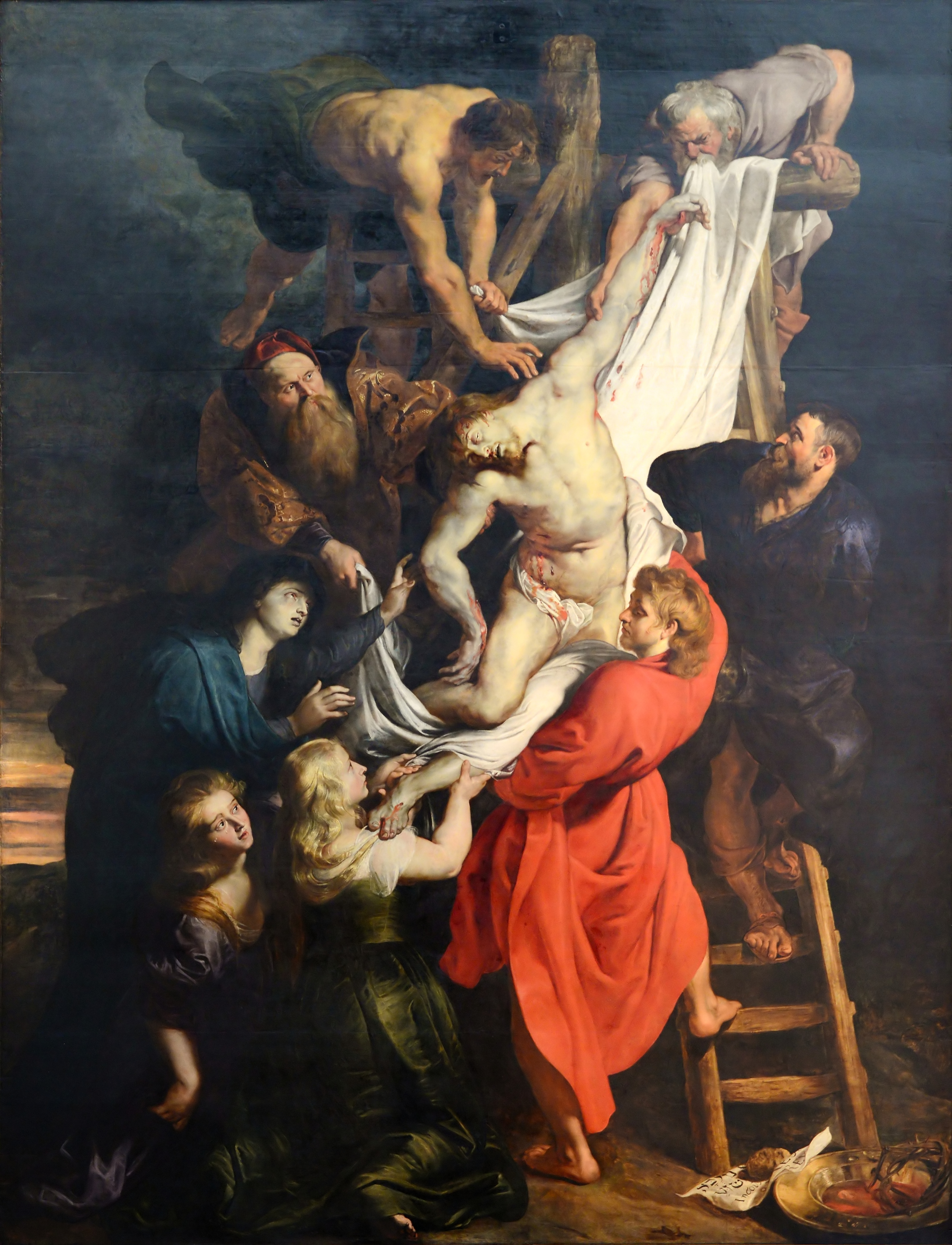
Korsnedtagningen av Peter Paul Rubens (1612–1614), Vårfrukatedralen i Antwerpen.
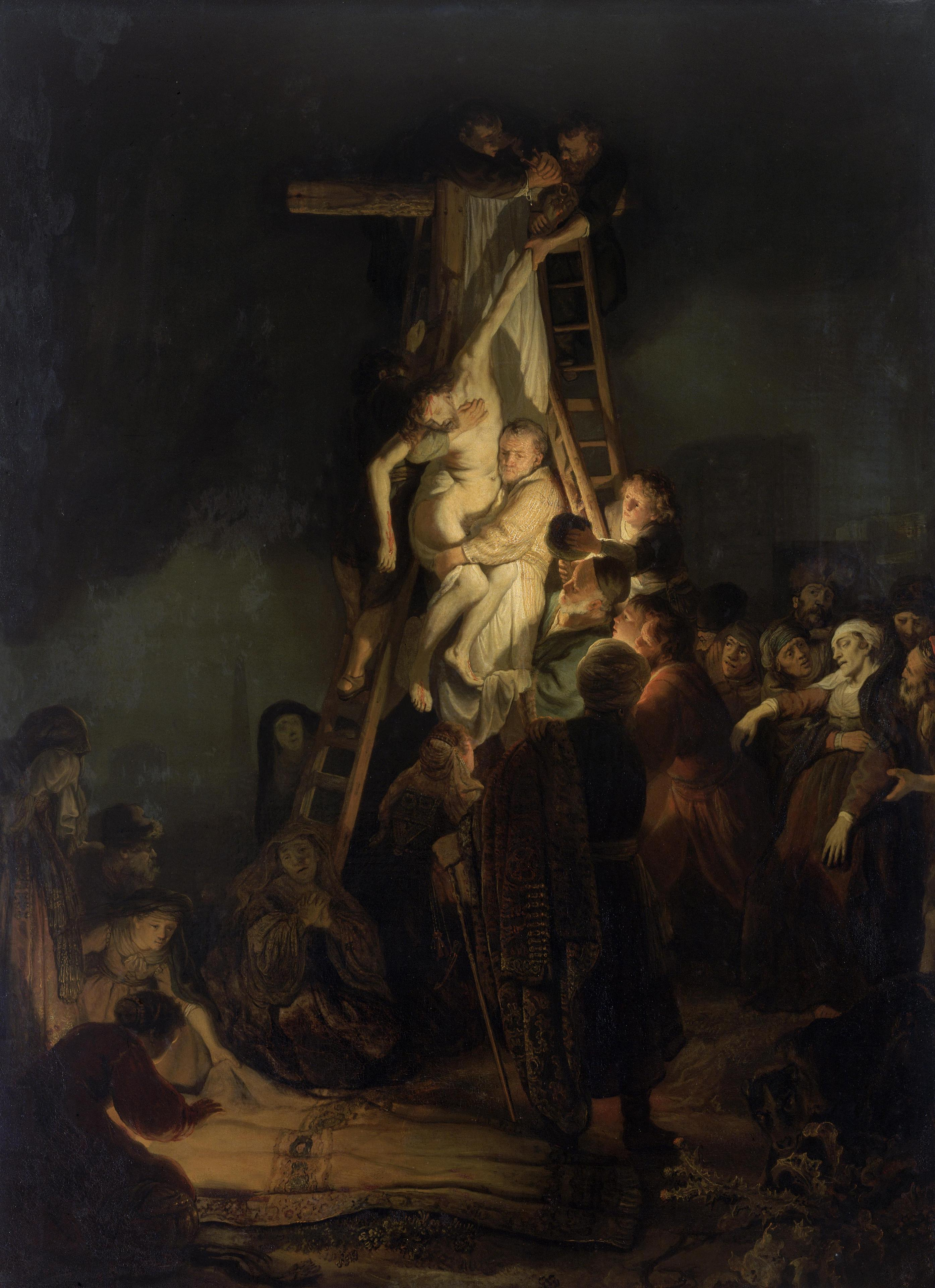
Korsnedtagningen av Rembrandt (1634), Eremitaget.
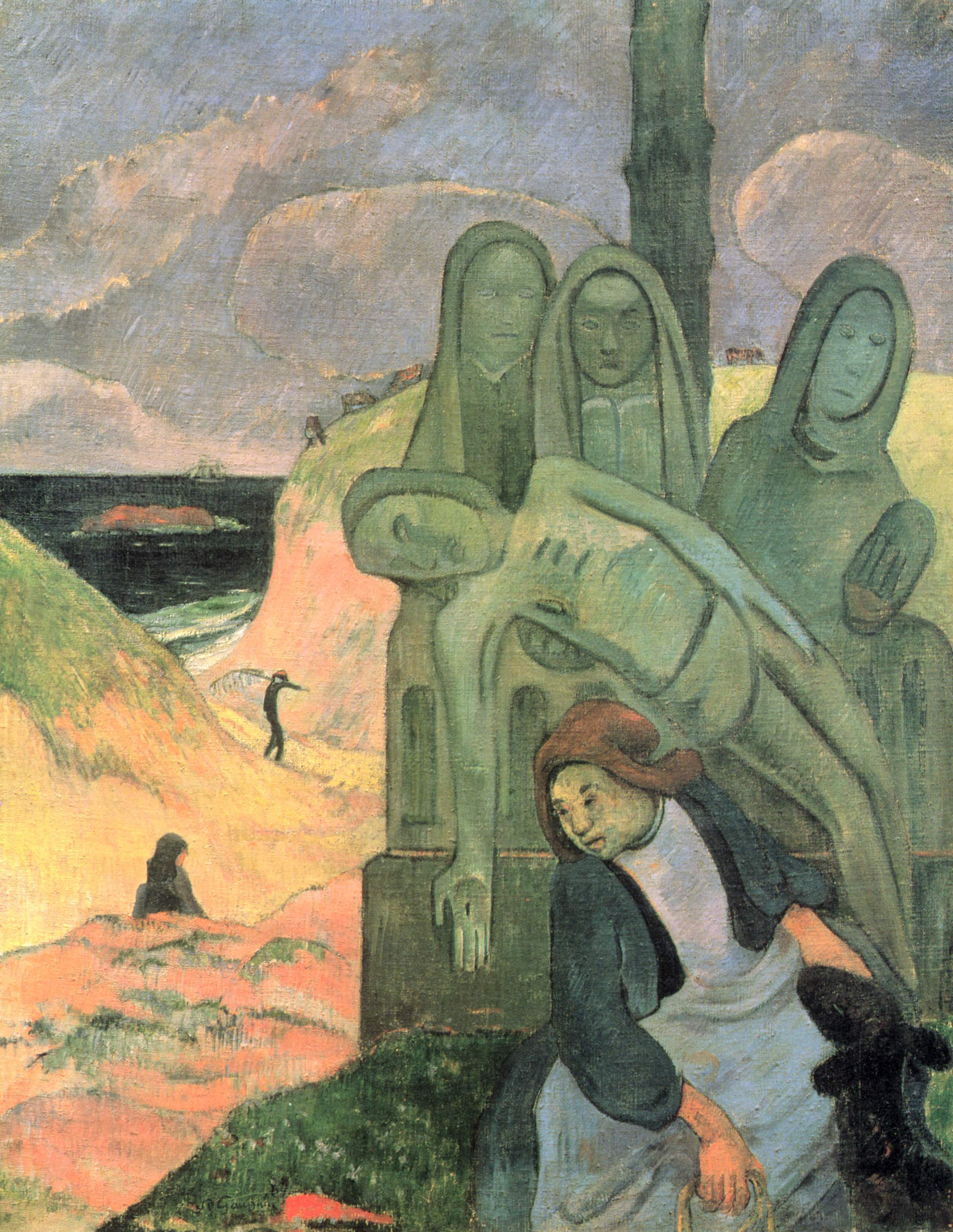
Den gröne Kristus av Paul Gauguin (1889), Kungliga museet för sköna konster i Belgien.